# Pleurostachys
Pleurostachys es un género de plantas herbáceas de la familia de las ciperáceas.   Comprende 61 especies descritas y de estas, solo 33 aceptadas.

## Taxonomía
El género fue descrito por Adolphe Theodore Brongniart y publicado en Voyage Autour du Monde 2: 172. 1829. La especie tipo es: Pleurostachys urvillei Brongn. 

## Algunas especies aceptadas
A continuación se brinda un listado de las especies del género Pleurostachys aceptadas hasta febrero de 2014, ordenadas alfabéticamente. Para cada una se indica el nombre binomial seguido del autor, abreviado según las convenciones y usos.
- Pleurostachys angustifolia Boeckeler
- Pleurostachys arrojadii H.Pfeiff.
- Pleurostachys beyrichii (Nees) Steud.
- Pleurostachys bracteolata C.B.Clarke
- Pleurostachys bradei R.Gross[3]